# Kesseldorf
Kesseldorf je občina v departmaju Bas-Rhin francoske regije Alzacija.
Leta 2011 je v občini živelo 434 oseb oz. 60 oseb/km².